# Het Filosofisch Kwintet
Het Filosofisch Kwintet is een Nederlands televisieprogramma van HUMAN op NPO 1 met een filosofische discussie. In de zomermaanden juni en juli behandelt presentator Arnon Grunberg samen met vier gasten elk jaar een ander maatschappelijk thema. Eerder was Clairy Polak de presentator.

## Inhoud
Het Filosofisch Kwintet werd op de radio gepresenteerd door filosoof Ad Verbrugge en Wim Brands.
Het Kwintet werd voor het eerst op televisie uitgezonden in 2011. Polak presenteerde het programma, samen met Verbrugge, en zij ontvingen telkens drie gasten. 
In 2017 maakte Verbrugge plaats voor een vierde gast. In 2011 waren er tien afleveringen, in 2012 zeven en de twee volgende seizoenen nog zes uitzendingen van telkens 55 minuten. Sinds 2015 zijn er vijf afleveringen per seizoen van 50 minuten, soms 55 minuten. Naast het zomerseizoen werd in november 2014 een aflevering gewijd aan de Franse econoom Piketty en werd in november 2016 het nieuwe populisme onder de loep genomen. Ook in 2017, 2018 en 2019 was er een extra uitzending buiten het zomerseizoen, in oktober van het jaar tijdens het Brainwash Festival in Amsterdam.
Sinds het seizoen van 2024 presenteert Arnon Grunberg het programma.

## Thema
In navolging van het Duitse televisieprogramma Das Philosophische Quartett wordt elk seizoen een ander thema belicht:
- 2011: Rechtsstaat
- 2012: Verzorgingsstaat
- 2013: Identiteit
- 2014: Technologie en moraal
- 2015: De duurzame mens
- 2016: Onafhankelijkheid
- 2017: Democratie
- 2018: Hoe zullen historici in 2050 terugkijken op de tijd waarin wij nu leven? Met stamgast Philipp Blom.
- 2019: Woorden waarmee we worstelen. Wederom met stamgast Philipp Blom.
- 2020: Macht, Media & Manipulatie. Stamgast is Denker des Vaderlands Daan Roovers.
- 2021: Onzekerheid
- 2022: Macht en onmacht
- 2023: Ikke, ikke, ikke en de rest…?
- 2024: De Geest van de Rechtsstaat